# Play! A Video Game Symphony

PLAY! logotipo da série de concertos.

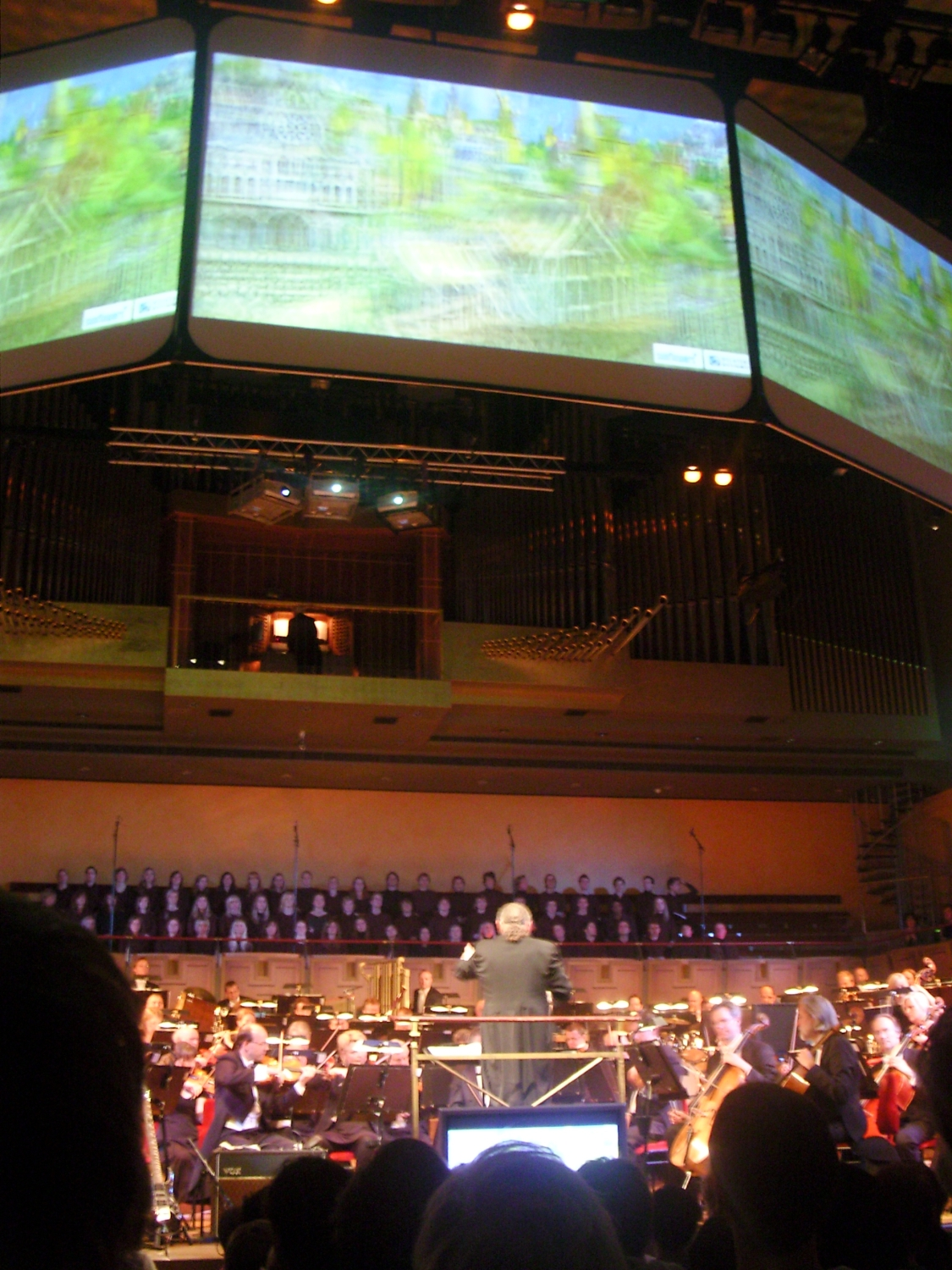
"PLAY! A Video Game Symphony V": Trilha sonora de Anno 1701 (2 de junho de 2007).

PLAY! A Video Game Symphony foi uma série de concertos que contou com música de jogos eletrônicos tocada por uma orquestra ao vivo. Os concertos de 2006 a 2010 foram dirigidos por Arnie Roth. A partir de 2010, Andy Brick assumiu o cargo de regente principal e diretor musical. Play! foi substituído pela série de concertos Replay: Symphony of Heroes.

## História
Em 2004, Jason Michael Paul foi abordado pela Square Enix para organizar um concerto de música de sua série Final Fantasy. Depois que o concerto esgotou em alguns dias, Paul decidiu transformar concertos de música de jogo eletrônico em uma série. Arnie Roth, que já havia regido os shows Dear Friends - Music from Final Fantasy e More Friends: Music from Final Fantasy, foi selecionado para conduzir os shows. Andy Brick, que já havia regido o Symphonische Spielemusikkonzerte, foi escolhido como maestro associado. Os concertos são performados por músicos sinfônicos e coros locais.
Play! estreou em 27 de maio de 2006 no Rosemont Theatre em Rosemont, Illinois. O show de estreia contou com performances de Koji Kondo, Angela Aki e Akira Yamaoka, e os compositores Nobuo Uematsu, Yasunori Mitsuda, Yuzo Koshiro e Jeremy Soule estavam presentes.

## Concertos
Cada concerto apresenta segmentos de música de jogos eletrônicos executados por uma orquestra e coro ao vivo, com filmagens dos jogos exibidos em três telas. Uma fanfarra de abertura, escrita por Nobuo Uematsu, é realizada em cada show. Música de todas as épocas dos jogos eletrônicos é tocada nos shows.
De acordo com Paul, o show é um "programa musical direto", projetado "para manter as artes vivas de uma maneira elegante".

### Música performada
Músicas dos jogos a seguir foram tocadas no Play!:
| - ActRaiser - Apidya - Battlefield - Black (jogo eletrônico) - Blue Dragon - Castlevania - Chrono Cross - Chrono Trigger - Commodore 64-Medley | - Commodore Amiga-Medley - Daytona USA - Dragon Age: Origins - Dreamfall - Final Fantasy - Guild Wars - Halo - Kingdom Hearts - Lost Odyssey | - Metal Gear Solid - Prey - Shadow of the Colossus - Shenmue - Silent Hill - Sonic the Hedgehog - Stella Deus - Super Mario Bros. - Super Mario World | - The Chronicles of Riddick: Escape from Butcher Bay - The Darkness - The Elder Scrolls III: Morrowind - The Elder Scrolls IV: Oblivion - The Legend of Zelda - The Revenge of Shinobi - Ys (série) - World of Warcraft |

## Álbum
Em 9 de janeiro de 2009, um álbum ao vivo em CD e DVD do show foi lançado. Foi gravado em Praga e performado pela Orquestra Filarmônica de Câmara Tcheca.
| Lista de músicas |                                  |         |  |
| N.º              | Título                           | Duração |  |
| 1.               | "PLAY! Opening Fanfare"          | 2:12    |  |
| 2.               | "Commodore 64 Medley"            | 8:24    |  |
| 3.               | "Castlevania"                    | 6:52    |  |
| 4.               | "Sonic the Hedgehog"             | 6:41    |  |
| 5.               | "Chrono Cross"                   | 4:45    |  |
| 6.               | "Silent Hill 2"                  | 2:58    |  |
| 7.               | "Halo"                           | 7:28    |  |
| 8.               | "Kingdom Hearts"                 | 4:41    |  |
| 9.               | "Battlefield"                    | 6:42    |  |
| 10.              | "World of Warcraft"              | 7:40    |  |
| 11.              | "The Elder Scrolls IV: Oblivion" | 9:16    |  |
| 12.              | "Guild Wars"                     | 6:56    |  |
| Duração total:   | Duração total:                   | 74:35   |  |

## Recepção e legado
Os concertos têm sido bem recebidos. O público regularmente dá ovações de pé após cada música. Jeremy Soule, compositor da música de The Elder Scrolls IV: Oblivion, disse que "considera 'Play' como o sistema surround definitivo para jogo eletrônico".
De acordo com Paul, Play! ajuda a promover o trabalho dos compositores, além de "dar credibilidade ao gênero musical dos jogos eletrônicos". Roth afirmou que os shows também ajudam a impulsionar a indústria clássica e a "atrair novas audiências". De acordo com Soule, concertos de jogos eletrônicos podem ajudar a educar as velhas gerações "que a música do jogo não é apenas um monte de bips e bloops". Um maestro associado afirmou que a performance atravessa a lacuna geracional, aproximando as gerações mais velhas e mais novas.